# Herbert Paul Schaap
Dr Herbert Paul Schaap, né le 3 novembre 1894 à Groningue et décédé le 12 juillet 1982 à Zierikzee, est l'un des rares partisans néerlandais de la Grande Néerlande.
Herbert Schaap est un homme qui, à contre-courant dans le contexte des Pays-Bas conformistes, demeure fidèle à la conviction grande-néerlandaise dont il témoigne souvent avec ferveur.

## Biographie

### Famille, enfance & études
Son père est un avocat et pratique la religion juive. Sa mère est une américaine de confession luthérienne. Il étudie à Groningue. Schaap entre en contact avec de jeunes Flamands pour la première fois par l'intermédiaire du Nederlandsche gymnasiastenbond, l'Union des collégiens néerlandais. En 1913, il s'inscrit à la faculté de droit de l'université de Groningue.
En 1914, il doit interrompre ses études pour accomplir son service militaire. Durant la Première Guerre mondiale, il se consacre à la préparation de ses études. Pendant ses années estudiantines, il est président de la division des étudiants de l'Union générale néerlandaise, l’Algemeen Nederlands Verbond, une association toujours existante par et pour les néerlandophones, ayant pourtant perdu sa combativité le dernier demi-siècle.

### Contacts au sein du mouvement flamand et thiois
En 1922, il devient avocat et procureur, premièrement à Groningue, puis à Haarlem. Il se marie et a trois enfants. Après la Grande Guerre, Schaap fait connaissance avec un grand nombre d'activistes flamands ayant trouvé refuge aux Pays-Bas en 1918. Plus particulièrement, il entretient une excellente relation avec le professeur Joshua De Decker et le prêtre Robrecht De Smet, rédacteurs de l'hebdomadaire radical Vlaanderen (Flandres), pour lequel il écrit de temps en temps.
En juillet 1922, est fondée, à Utrecht, l'Association des étudiants thiois (Dietsch Studentenverbond) comprenant, parmi d'autres hommes, les Flamands Rob Van Genechten et Marcel Minnaert et les néerlandais Louis Willem van Soest, H.G. Cohen Stuart et Schaap lui-même. Il s'y investit les années suivantes, tout en continuant à plaider pour des contacts intensifs entre les Pays-Bas et la Flandre. Il est également étroitement associé à toutes les manifestations de la vie intellectuelle de la Grande Néerlande.
Lorsque parait le mensuel influent De Dietsche Gedachte (La pensée thioise), à partir de 1926, Schaap devient un des collaborateurs. Il ne se retire de la rédaction que lorsque de nombreux DVC commencent à sympathiser avec le national-socialisme. En 1927, Schaap s'installe à Brielle, où il devient greffier du tribunal d'instance. Dix ans plus tard, il occupe la même fonction à Assen.

### Seconde Guerre mondiale et liens avec Auguste Borms
Schaap, resté en dehors de la collaboration lors du déclenchement de la guerre, refuse même la proposition du dirigeant du Front national, Arnold Meyer, de devenir chef de la propagande. L'occupant nazi l'aurait épargné parce qu'il n'est qu'à moitié Juif et qu'il est devenu une figure de proue du monde juridique. Néanmoins, à la fin de 1944, il doit tout de même se cacher dans un hôpital psychiatrique, feignant pendant une demi-année d’être atteint d'une maladie mentale. En 1946, il est appelé aux armes pour faire fonction de commissaire au tribunal militaire, in situ, avec le grade de major. En mars 1950, il est libéré du service, après quoi il s'établit à Assen, puis à Zierikzee, comme procureur. Dans cette ville, où il devient plus actif que jamais, il continue à habiter encore après sa retraite. Il y poursuit ardemment la défense de la pensée grande-néerlandaise. Il continue aussi à entretenir des amitiés, aussi avec ceux qui, pour des motifs idéalistes, s'étaient alliés au parti perdant de la guerre. Ainsi il garde son admiration pour Auguste Borms et ne s'occupe pas moins de la Flandre française.
Schaap, déjà frappé par le sort de Borms quand celui-ci se voit condamner à dix ans de prison, en 1919, organise une réunion à La Haye qui obtient un grand succès et où le nationaliste flamand reçoit des honneurs après sa libération en 1929. Aussi, afin d'apporter une aide matérielle au chef de file flamand, on fonde le Fonds Borms, dont Schaap devient le trésorier de la division néerlandaise.

### Action dans la Flandre française
Durant son service militaire - Schaap sert près de la frontière avec la province d'Anvers - il apprend quelque chose sur la société Pro Westlandia, également animée par Borms, qui s'est engagée, par le moyen du chant et de la déclamation, dans la diffusion de la langue et de la culture flamande dans de nombreuses communes de la Flandre française.
Ce n'est qu'en 1928, qu'il se lie d'amitié avec deux jeunes prêtres de la Flandre française, Jean-Marie Gantois et Marcel Janssens, qui laissent une impression profonde. Schaap décide de s'atteler à la défense de la culture propre à cette région. Il maintient ses contacts intenses avec Gantois et entreprend plusieurs tournées dans la Flandre française qui comprend, selon lui, non seulement le Westhoek, mais aussi Gravelines et Aire-sur-la-Lys, comme d'ailleurs Lille et Douai.
Schaap est un homme aimable et un bon organisateur. Il n'est donc pas étonnant qu'il devienne le premier président de l'association grande-néerlandaise Zannekin, lorsque celle-ci reprend ses activités. Beaucoup d’années plus tard, il devient son président d'honneur et cela jusqu'à sa mort. Il montre son intérêt soutenu pour la Flandre, où il venait souvent parler, comme lors des Journées de la culture de Waregem. Il collabore avec enthousiasme aux journaux nationalistes flamands tels que Dietsland-Europa.